# Amt Usedom-Nord
Het Amt Usedom-Nord is een samenwerkingsverband van 5 gemeenten in het  Landkreis Vorpommern-Greifswald in de Duitse deelstaat Mecklenburg-Voor-Pommeren. Het amt telt 9.442 inwoners. Het bestuurscentrum bevindt zich in Zinnowitz. 

## Gemeenten
1. Karlshagen (3.219)
2. Mölschow (779)
3. Peenemünde (349)
4. Trassenheide (937)
5. Zinnowitz * (4.158)